# Carathea
Carathea là một chi nhện trong họ Malkaridae.

## Các loài
- Carathea miyali
- Carathea parawea